# 1200年
| 千纪： | 2千纪 |
| 世纪： | 11世纪 \| 12世纪 \| 13世纪 |
| 年代： | 1170年代 \| 1180年代 \| 1190年代 \| 1200年代 \| 1210年代 \| 1220年代 \| 1230年代                                                   |
| 年份： | 1195年 \| 1196年 \| 1197年 \| 1198年 \| 1199年 \| 1200年 \| 1201年 \| 1202年 \| 1203年 \| 1204年 \| 1205年                         |
| 纪年： | 庚申年（猴年）；西夏天慶七年；大理定安六年、鳳曆元年；金承安五年；西辽天喜二十三年；南宋慶元六年；越南天資嘉瑞十四年；日本正治二年 |

## 大事记
- 西非马里兴，加纳衰。
- 印加兴。
- 金朝陰曆承安五年十二月癸未日（陽曆1201年1月7日），詔改陰曆第二年（1201年）為泰和元年。
- 蔑兒乞部的首領脫黑脫阿因為幫助泰赤烏部塔里忽台，在斡難河被蒙古部擊敗。
- 法國國王腓力二世腓力與無地王約翰和解，承認其為英格蘭國王，暫時放棄對阿爾蒂爾繼承英格蘭王位的支持。

## 逝世
- 4月23日，朱熹，宋代理学大师
- 京鏜，南宋丞相，主戰派。